# تاریخ ارمنی آمریکایی‌ها در لس آنجلس
منطقه کلانشهری لس آنجلس دارای جمعیت قابل توجهی از ارمنی آمریکایی‌ها است. از سال ۱۹۹۰ این منطقه دارای بزرگترین جمعیت ارامنه در جهان خارج از ارمنستان است.
آنی پی باکالیان، نویسنده ارمنی-آمریکایی‌ها: از بودن تا احساس ارمنی بودن، نوشت که «لس آنجلس به نوعی مکه برای ارمنی بودن سنتی تبدیل شده‌است.» از سال ۱۹۶۵ و به تاریخ ۱۹۹۳، اکثریت مهاجران ارمنی‌تبار از ایران یا شوروی سابق به منطقه لس آنجلس رفته‌اند. ارامنه در لس آنجلس فراوان هستند و بخش بزرگی از جمعیت محلی خاورمیانه ای را تشکیل می‌دهند.
تا سال ۲۰۱۴، منطقه لس آنجلس، پناهندگان ارمنی بیشتری از مصر و سوریه دریافت کرده بود. جنگ داخلی جاری سوریه عامل موج اخیر ورود پناهجویان است.

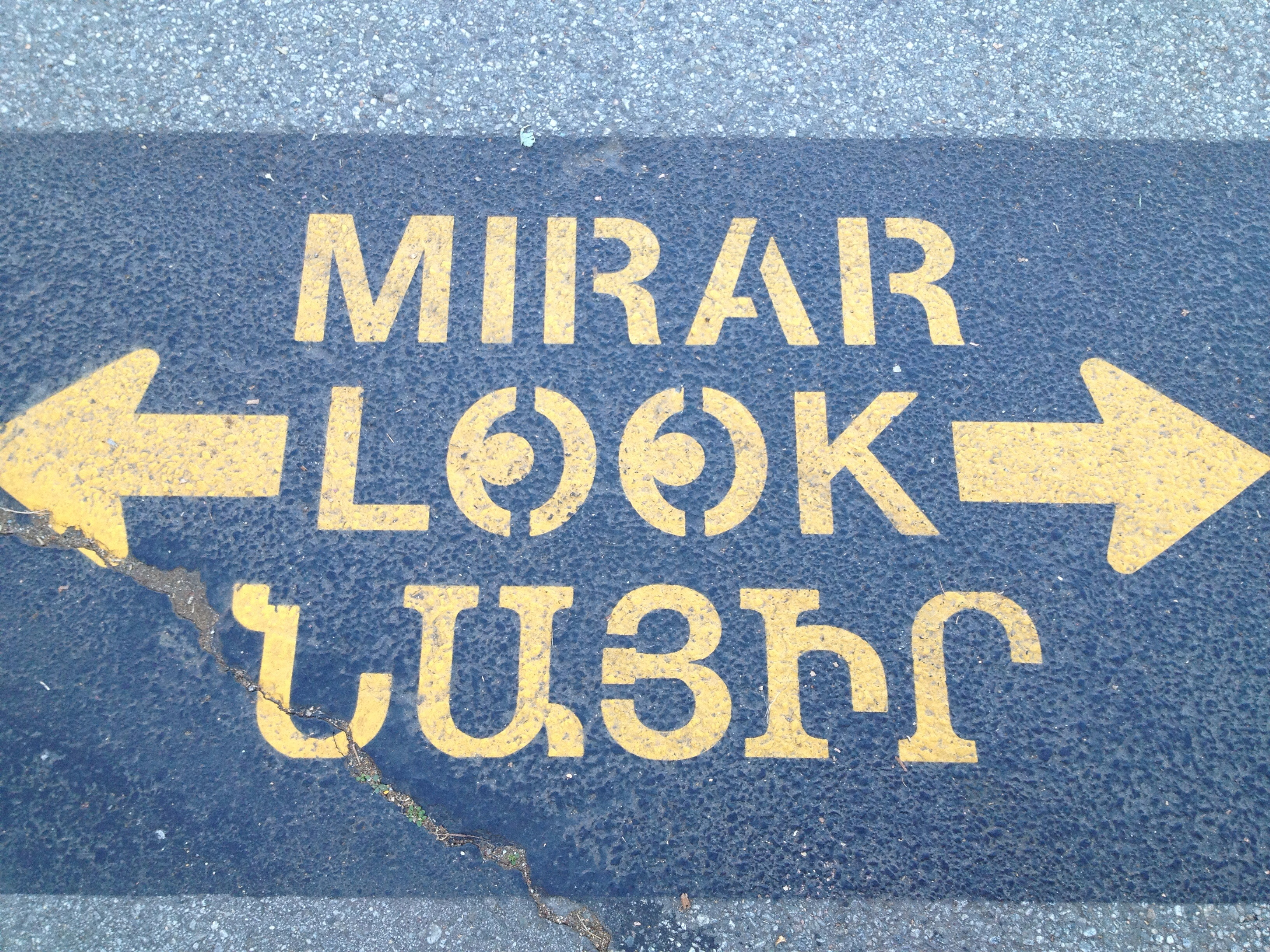
تابلویی به زبان‌های اسپانیایی، انگلیسی و ارمنی در گلندیل

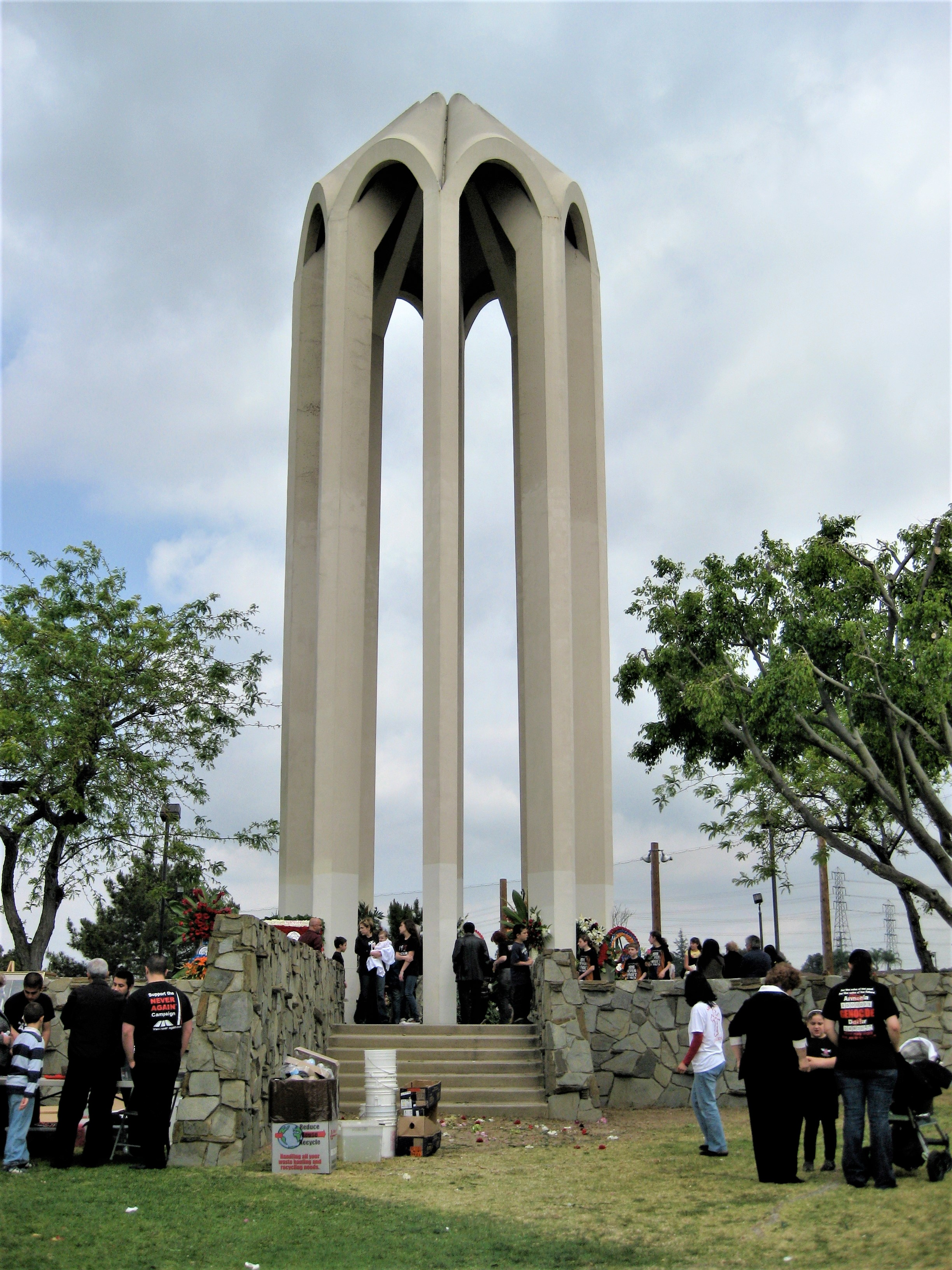
بنای یادبود نسل‌کشی مونتبلو

## ساکنین سرشناس
- بن آقاجانیان، بازیکن فوتبال آمریکایی
- آراماند آرابیان، قاضی سابق، دادگاه عالی کالیفرنیا
- راس باگداساریان پدر، بورلی هیلز
- راس باغداساریان جونیور،
- جی. سی. آقاجانیان، چهره موتوری
- جورج دوکمجیان، فرماندار کالیفرنیا - در لانگ بیچ زندگی می‌کرد
- مارک گراگوس، وکیل
- راب کارداشیان،
- کلویی کارداشیان،
- کیم کارداشیان،
- کورتنی کارداشیان،
- رابرت کارداشیان،
- آنا گاسپاریان،
- باب کوویان
- دارون مالاکیان، سیستم آف داون
- رافی مانوکیان، سیاستمدار
- گارو ماردیروسیان، وکیل دادگستری
- آرا ناجاریان، شهردار سابق گلندیل، کالیفرنیا
- شاوو اوداجیان، سیستم آف داون
- بیل پاپاریان، سیاستمدار
- شر، شرلین سرکیسیان
- هری ساسونیان، محکوم به تیراندازی در ۲۸ ژانویه ۱۹۸۲ به کمال آریکن، سرکنسول ترکیه در لس آنجلس
- سبوه سیمونیان، یک دوم از شهرهای پایتخت
- زاره سینانیان، شهردار گلندیل، کالیفرنیا
- آکیم تامیروف، بازیگر
- سرژ تانکیان، سیستم آف داون
- باب یوسفیان، سیاستمدار
- لری زاریان، سیاستمدار
- جان دالمایان، System of a Down
- پل کرکوریان، سیاستمدار
- کرک کرکوریان، میلیاردر
- استیو سارکیسیان، سرمربی سابق فوتبال USC
- بیگ جان مازمانیان، افسانه مسابقات درگ
- ژیرایر زورتیان، هنرمند

## یادداشت
1. ↑  Bozorgmehr, Der-Martirosian, Sabagh, "Middle Easterners: A New Kind of Immigrant," p. 352.
2. 1 2  Bakalian, p. 429.
3. ↑  Gonzalez, David. "Following the Global Armenian Diaspora." The New York Times. April 24, 2014. Retrieved on July 2, 2014.